# (6132) Danielson
(6132) Danielson es un asteroide perteneciente al cinturón de asteroides, región del sistema solar que se encuentra entre las órbitas de Marte y Júpiter, descubierto el 22 de agosto de 1990 por Henry E. Holt desde el Observatorio del Monte Palomar, Estados Unidos.

## Designación y nombre
Designado provisionalmente como 1990 QY3. Fue nombrado Danielson en homenaje a G. Edward Danielson, de la División de Ciencias Geológicas y Planetarias del Instituto de Tecnología de California. Después de trabajar en la industria en la investigación de láser de alta energía, Danielson llegó al Laboratorio de Propulsión a Reacción y Caltech, donde ha estado involucrado desde 1967 en el diseño, calibración, prueba y análisis de datos de imágenes de sensores remotos. Ha trabajado en numerosas misiones espaciales, incluidas Voyager, Pioneer Venus, Mariner Venus Mercury, el Hubble Space Telescope y Mars Observer. En 1982 Danielson fue co-recuperador del cometa 1P/Halley.

## Características orbitales
Danielson está situado a una distancia media del Sol de 2,466 ua, pudiendo alejarse hasta 2,865 ua y acercarse hasta 2,067 ua. Su excentricidad es 0,161 y la inclinación orbital 2,957 grados. Emplea 1414,85 días en completar una órbita alrededor del Sol.

## Características físicas
La magnitud absoluta de Danielson es 13,8. 